# Veňov
Veňov (rusky Венёв) je město v Tulské oblasti v Ruské federaci. Při sčítání lidu v roce 2010 měl přes patnáct tisíc obyvatel.

## Poloha a doprava
Veňov leží na levém, západním břehu Veňovky, pravého přítoku Osjotru v povodí Oky. Od Tuly, správního střediska oblasti, je vzdálen přibližně 50 kilometrů východně.
Od jihu k severu prochází po východním okraji města železniční trať z Novomoskovsku do Ožerelje, na které je ve Veňově nádraží.
Přímo přes Veňov prochází od západu k východu silnice R132, která tvoří velký vnější okruh kolem Moskvy. Několik kilometrů západně od Veňova má křižovatku s dálnicí M4 „Don“ začínající na Moskevském dálničním okruhu a vedoucí jižně na Voroněž, Rostov na Donu a Krasnodar.

## Dějiny
První zmínka o Veňovu je z roku 1371. Své jméno získal od řeky Veňovky tekoucí po jeho východním okraji.
Od patnáctého století byl Veňov součástí Moskevského velkoknížectví, zpočátku jako obec na jeho jižních hranicích.
V roce 1777 získal Veňov status města. 